# Quilónide
Quilónide (Χιλονίς) fue una princesa espartana, hija de Leotíquidas, mujer de Cleónimo y madre de Areo II. Se conoce su vida por la Vida de Pirro de Plutarco.
A su marido, mucho más viejo, Cleónimo, hijo de Cleómenes II, no se le había permitido suceder a su padre en el trono debido a su comportamiento violento y tiránico, y también porque había malgastado muchos años fuera de Esparta como soldado de fortuna. Quilónide le fue infiel con Acrótato, hijo del rey Areo I. Acrótato estaba fuera con su ejército en Gortina, Creta, en el 272 a. C., cuando Cleónimo atacó su patria con la ayuda de Pirro de Epiro.
Quilónide prefirió morir a volver con su marido, según el relato de Plutarco de la batalla. Mantuvo una cuerda atada alrededor de su cuello lista para suicidarse en caso de derrota. Con la ayuda de sus mujeres, los espartanos, dirigidos por Acrótato, fueron capaces de resistir el ataque, hasta el regreso del rey desde Gortina. También logró derrotar definitivamente a Pirro y Cleónimo.
Quilónide y Acrótato tuvieron un hijo, que reinó como Areo II, rey agíada de Esparta.

## Enlaces externos

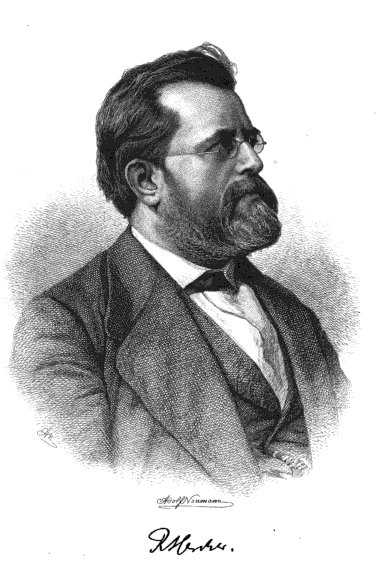
Retrato de Rudolf Hercher empleado en el frontispicio de un libro suyo (ed. 1881) de ensayos sobre Homero.